# Distrito de Yucay
El distrito peruano de Yucay es uno de los siete distritos de la provincia de Urubamba, ubicada en el departamento del Cusco,  bajo la administración el Gobierno Regional del Cusco.
La provincia de Urubamba, desde el punto de vista de la jerarquía eclesiástica, está comprendida en la Arquidiócesis del Cusco.

## Historia
El centro problado principal del distrito está ubicado a las orillas del río Vilcanota; a 78 km al noreste de la ciudad del Cusco. Existen varias historias a cerca del nombre de Yucay que es una palabra de origen quechua que significa engaño, seducción o encanto. Como característica principal, tiene dos plazas divididas por una iglesia colonial donde se dieron batallas de resistencia en contra de los invasores españoles. De acuerdo a las crónicas, en la antigüedad se conocía como "Valle de Yucay" a los lugares que comprenden hoy los sectores de Huayllabamba, Urquillos, Huayoqari, Chichubamba, Urubamba, Yanahuara y Maras.
Es así que los cronistas mencionan a Yucay, del modo siguiente: 

"Que trata del valle de Yucay y de los fuertes aposentos de Tambo, y parte de la provincia de Condesuyo. Cuatro leguas de esta ciudad del Cuzco, poco más o menos, está un valle llamado Yucay muy hermoso, metido entre la altura de las sierras, de tal manera que con el abrigo que le hacen es de temple sano y alegre, porque ni hace frío demasiado ni calor. Antes si tiene por tan excelente, que se ha platicado algunas veces por los vecinos regidores del Cuzco y digo en particular más de este valle que de otros porque los incas lo tuvieron en mucho y se venían, a él a tomar sus regocijo...especialmente Viracocha Inca, que fue abuelo de Topainga Yupangue., quedaban las piedras asentadas unas con otras." La Crónica del Perú (Cieza de León, Pág. -217)

Por lo estudiado, se ve que el 75% son andenes, por lo que este lugar fue sobre todo un centro de producción agrícola; esto, tal vez, se deba a la fertilidad de los suelos y a su especial microclima, por lo que fue aprovechado como un ecosistema productivo, ya que una mediana parte de las construcciones son recintos, caminos, canales de riego y tumbas. Se supone, por la teoría tradicional, que este lugar haya sido un lugar de descanso de las clases dirigentes; mas por los restos y elementos de asociación estudiados, se ve que son sectores de gran importancia productiva y ceremonial como el palacio de Sayri Túpac, la portada de Antibamba, entre otros. También se sabe que los orejones o integrantes de la clase noble del incanato, provinieron del valle de Yucay. El inca Huayna Cápac, tuvo una singular predilección por Yucay; es así que utilizando su poder mediante el sistema de mitimaes hizo traer a mil runas del Qollasuyo (Qollas) y a mil del Chinchaysuyo (Cañaris), sumando a 1500 hombres del lugar (Quechuas) haciendo un total de 3500 hombres a quienes destinó a la construcción de palacios y andenerías, que aún existen en este lugar. Para tal fin tuvieron que trasladar piedras desde Ollantaytambo y del Valle de Lares; cuentan las leyendas que trasladaron tierras a lomo de llama desde los lugares más alejados del Tawantinsuyo para mejorar la productividad de los andenes donde se sembraría maíz para el culto al Sol y a la Pachamama.
Antes de Huayna Cápac, los monarcas Pachacútec y Wiracocha demostraron igual predilección por el Valle de Yucay, realizaron las conquistas de estas tierras e iniciaron las primeras construcciones. Yucay fue el lugar de resistencia de los últimos Incas del Tawantinsuyo. Manco Inca, último hijo de Huayna Cápac (1536) engañando a Francisco Pizarro, salió del Cusco dirigiéndose a este sector por el viejo sendero de Chinchero donde organizó su levantamiento emprendiendo la rebelión contra el ejército español derrotando a los invasores, los cuales habían salido del Cusco en su persecución. Francisco Pizarro, sorprendido con la actitud de Manco Inca, envió parte de sus efectivos. Los cañaris, en un número de 2000 más su jefe Apu Chillche, en el tiempo del gobierno de Huayna Cápac constituían su guardia imperial, pero a la llegada de los españoles se pasaron al lado del invasor derrotando al ejército de Manco Inca. Al fracaso del asedio de la ciudad del Cusco por Manco Inca, Francisco Pizarro premió el apoyo de los traidores cañaris otorgando a su jefe Apu Chillche la administración de los bienes de Yucay.
Manco Inca, viéndose derrotado, enrumbó al valle de Villcabamba donde establecería la última resistencia contra los invasores. Tuvo él 3 hijos: Sayri Túpac, Ttitu Yupanqui y Túpac Amaru. Así lo refiere el cronista Guamán Poma de Ayala: “…y como no pudo continuar defendiéndose en tambo en contra los españoles, se retiró más adelante hacia las montañas de Vilcabamba acompañado siempre de sus capitanes, muchos indios y su mujer,…” (Poma. pag. -35). Manco Inca, fue capturado y cruelmente asesinado por el ejército de los Cañaris en el Valle de Villcabamba y su sucesor Sayri Túpac fue coronado como Inca en Vilcabamba y fue convencido por el ejército español para cambiar de actitud ofreciéndole privilegios en caso de aceptar la paz con los españoles. Sayri Túpac aceptó y abandonó Vilcabamba, recibió el Valle de Yucay como residencia y en este lugar murió asesinado por el traidor cañari Apu Chillche. Mientras tanto, los hermanos de Sayri Túpac, Ttitu Yupanqui y Túpac Amaru, siguieron en la guerra de la resistencia contra los invasores españoles desde el Valle de Vilcabamba.
Con la invasión española se inició el periodo colonial, desintegrando la organización política y jurídica de los quechuas y por cierto desarticulando el ejercicio del poder de la clase gobernante o Incas, imponiéndose las llamadas encomiendas, reducciones y corregimientos durante el gobierno del cruel reorganizador del virreinato, virrey Francisco de Toledo, e implicando el paulatino abandono de los centros de poder y las principales edificaciones de gobierno. Hacia 1555, la situación geográfica del Valle había cambiado relativamente: la zona quedó dividida en lo que se conocía con el nombre de Valle de Yucay, (que comprendía Urquillos, Huayllabamba, Huayoqari, Yucay, Chichubamba, Urubamba, hasta Yanahuara y Maras), que permaneció con ese nombre durante el siglo XVI y siglo XVII. El sector actual de Yucay fue conocido con el nombre de Yucaybamba y el escaso sector urbano (ahora Urubamba) fue designado como Tambo de Yucay. En 1823 El libertador del Perú, Don Simón Bolívar, visitó Yucay hospedándose en la casa hacienda de Orihuela ubicada en la Plaza Manco II de Yucay. En 1905, el gobierno del Presidente José Pardo y Barreda con D.L Nº 345 del 9 de septiembre, eleva a Yucaybamba a la categoría de Distrito de Yucay, empezando así su desarrollo y evolución actual.

## Geografía
La capital es el centro poblado de Yucay , situado a 2 858 m s. n. m. sobre la margen derecha del río Vilcanota. La característica principal de este pueblo, son sus dos grandes plazas con gigantescos árboles de pisonay, separadas por una iglesia de estilo Colonial. 

## Atractivos turísticos
- Zona arqueológica de Yucay, ubicado en el anexo de Molinuyoq con un área de 144.43 Ha y un perímetro de 6110.33 m[2][3]

## Deportes
El deporte por excelencia en el distrito de Yucay es el fútbol. Por muchos años Yucay representó a la Provincia de Urubamba en torneos nacionales oficiales, como la Copa Perú.
Por eso a Yucay se le conoce como la cuna de grandes futbolistas a nivel de la Provincia de Urubamba.

### Fútbol
| Clubes de fútbol     |                          |                    |           |
| Equipo               | Fundación                | Estadio            | Liga      |
| Manco II de Yucay    | 1970                     | Municipal de Yucay | Copa Perú |
| Juvenil Salesianos   |                          | Municipal de Yucay | Copa Perú |
| Deportivo Marquesado | 24 de noviembre de 1968  | Municipal de Yucay | Copa Perú |
| Defensor Yucay       | 11 de septiembre de 1972 | Municipal de Yucay | Copa Perú |